# Dactylolabis (Dactylolabis) dilatatoides
Dactylolabis (Dactylolabis) dilatatoides is een tweevleugelige uit de familie steltmuggen (Limoniidae). De soort komt voor in het Palearctisch gebied.